# Slag bij Sinop
De Slag bij Sinop was een zeeslag op 30 november 1853 tussen de Russische en de Ottomaanse vloot. De Russische vloot onder leiding van admiraal Nachimov vernietigde een eskader Ottomaanse fregatten in de baai van Sinop. De zeeslag gaf Frankrijk en Groot-Brittannië een casus belli om in 1854 de oorlog verklaren aan Rusland.
De Russische vloot telde 700 kanonnen verdeeld over zes linieschepen, twee fregatten en drie gewapende stoomschepen. De Ottomaanse vloot bestond uit zeven fregatten, drie korvetten en twee gewapende stoomschepen. Tijdens de slag werden alle Ottomaanse schepen, op een na, vernietigd. De Taif wist te ontsnappen en bereikte op 2 december Constantinopel en informeerde de regering over het verloop van de slag. Nadat de schepen in de haven van Sinop met artilleriegranaten waren bestookt, werden ook grote delen van de stad door brand verwoest. De Russische verliezen waren minder dan 300 doden en gewonden, aan de Ottomaanse kant lagen de verliezen een stuk hoger en kwamen er zo’n 3000 mensen om het leven.